# エリック・ハーン
エリック・ハーン（Eric Hahn、本名不明、生年月日不明）は、1980年代から1990年代にかけてフィリピンで製作されたアクション映画で活躍した俳優、スタントマン、配役監督である。ゲーリー・ダニエルズ主演のフィリピン・ロケの香港映画『キング・マヒーの秘宝』（1988年/未/ビデオ）では脚本を手掛けた。
クレジット名義は複数あり、『ダーティ・プロフェッショナル』（1984年/未/ビデオ）ではエリック・ハリス (Eric Harris) 、『炸裂！復讐のヒーロー』（1986年/未/ビデオ）ではスペル違いのエリック・ハーン (Erik Hahn) 、『コマンドー・インベイジョン』（1985年/未/ビデオ）ではエヴァンス・ハーン (Evans Hahn) 、『トライゴン・ファイヤー』（1989年/未/ビデオ）ではアーウィン・ハーン (Erwin Hahn) とクレジットされた。時にはクレジットされないこともある。なお、VHSジャケット等には片仮名でエリック・ハンと表記されることもあった。

## 来歴

### 俳優としての特徴
豪州のブルース・ベレスフォード監督の『ハイスクール・グラフィティー/渚のレッスン』（1982年）のニーボーダー役の端役が最初の映画出演とされているが、クレジットされていない。
フィリピンでは香港系のシルヴァー・スター・フィルム社の1984年作『ダーティ・プロフェッショナル』あたりからの登場で、戦争アクション物の脇役が多い。暫くは端役が続き、『戦場のニンジャ軍団』（1986年/未ビデオ）あたりからは存在感のある脇役として起用される様になった。演じる役どころは、米軍兵士や傭兵、警官、特殊部隊員などアクションを要するものが多かった。なお、確認出来るものでシリオ・H・サンティアゴ監督作品には12本出演した。また、香港のゴッドフリー・ホー監督の『リーサル・パンサー』（1990年/未/ビデオ）にも起用されている。

### スタントマンとして
俳優業と並行しながらスタントマンとして数多くの作品に参加した。ロマーノ・クリストフなどのスターのスタンドインまたはWを務め、『デモンストーン』（1989年/未/ビデオ）では『フルメタル・ジャケット』（1987年）の教官役で有名なリー・アーメイの同職を担当した。他にも『デルタフォース2』（1990年）にはスタントとして参加しているが、クレジットされなかった。
1986年にはオリヴァー・ストーン監督のベトナム戦争物『プラトーン』に兵士のエキストラで出演した。引き続き翌1987年にはジョン・アーヴィン監督のベトナム戦争物『ハンバーガー・ヒル』にスタントとして参加した。
1988年にはジョン・ウェインの西部劇や『コマンド戦略』（1967年）、『ワイルド・ギース』（1978年）、『北海ハイジャック』（1979年）等のアクション映画の秀作で知られるアンドリュウ・V・マクラグレン監督の『戦場にかける橋2/クワイ河からの生還（クワイ河からの生還/戦場にかける橋2）』では捕虜役で出演した。ロケ地は『ハンバーガー・ヒル』と同じ場所で行われ、フィリピンの職人監督であるジョーイ・ロメロがフィリピン班（クレジットでは極東クルー）の製作管理としてクレジットされている。ちなみに、ロメロは磯村一路監督、岡本夏生主演の東映Vシネマ『大激突』（1992年）のフィリピン班の製作管理を務めている。

### 配役監督として
当時フィリピンで活動していた俳優には配役監督を兼任する者が少なからずいた。ハーンと共演歴のあるニック・ニコルスン、ヘンリー・ストラザルコウスキー、ウォーレン・マクレーン、フィリップ・ゴードン、1970年代から活動するケン・メトカーフ等がいた。
ハーンは1986年の『戦場のニンジャ軍団』あたりから配役監督を時折務めるようになった。アンドリュウ・プロウズ監督の『デモンストーン』、ジョー・マリ・アヴェラーナ監督、デール・アポロ・クック、モーリス・スミス主演の『バトル・ウルフ』（1991年/未/ビデオ）などがあり、ベトナム戦争物『フィールド・オブ・ファイヤー』（1991年/未/ビデオ）では配役助監督を務めた。また、シリオ・H・サンティアゴ監督のベトナム戦争物『ナム・エンジェルス』（1988年/未/ビデオ）ではタレント・コーディネーターとクレジットされている。

### フィルモグラフィ
1981年
- 『ハイスクール・グラフィティー/渚のレッスン』（クレジットなし）

1984年
- 『ダーティ・プロフェッショナル』（未/ビデオ）（CIC/ビクターから発売済み）ジョン・ロイド（テディー・ページ）監督、ブルース・バロン、ロバート・メースン（ロバート・マリウス）出演
- 『狼どもの戦場（コマンドー軍団3）』（未/ビデオ/テレビ放映）（大映から発売済み）（クレジットなし）アンソニー・M・ドースン（アントニオ・マルゲリーティ）監督、リュウイス・コリンズ、リー・ヴァン・クリーフ、アーネスト・ボーグナイン、ミムジー・ファーマー、クラウス・キンスキー出演

1985年
- 『ニンジャ刑事/ダブル・エッジ』（未/ビデオ）（松竹から発売済み）（クレジットなし）ジョン・ロイド（テディー・ページ）監督、ロン・クリストフ（ロマーノ・クリストフ）出演
- 『アメリカン忍者』（ヘラルド/東芝映像から発売済み）サム・ファーステンバーグ監督、マイケル・ダディコフ、スティーヴ・ジェームズ、山下タダシ、リチャード・ノートン出演
- 『P.O.W.地獄からの脱出』（未/ビデオ）（キング・ビデオ/東北新社から発売済み）ギデオン・アミール監督、デーヴィッド・キャラディーン、マコ出演
- 『コマンドー・インベイジョン』（未/ビデオ）（CIC/ビクターから発売済み）ジョン・ゲール（ジュン・ガラルド）監督、マイケル・ジェームズ、ゴードン・ミッチェル、渡辺ケン、キャロル・ロバーツ（テッチー・アグバヤーニ）、ジム・ゲインズ出演
- 『コマンドー・レオパルド（コマンドー軍団2）』（未/ビデオ/テレビ放映）（大映から発売済み）（クレジットなし）アンソニー・M・ドースン（アントニオ・マルゲリーティ）監督、リュウイス・コリンズ、クラウス・キンスキー、ジョン・スタイナー出演
- 『コマンド・ファイター』（未/ビデオ）（RCA/コロンビアから発売済み）シリオ・H・サンティアゴ監督、リチャード・ヒル、ブレンダ・バーキ出演

1986年
- 『フィリピン陥落/バターン半島1942』（テレビ映画）（クレジットなし）バズ・クーリック監督、スーザン・サランドン出演
- 『炸裂！復讐のヒーロー』（未/ビデオ）（東映/東北新社から発売済み）J・C・ミラー監督、マックス・セーヤー、ジョン・ドレスデン出演
- 『アマゾネス刑事/死の標的』（未/ビデオ）（東映/東北新社から発売済み）（クレジットなし）シリオ・H・サンティアゴ監督
- 『プラトーン』（クレジットなし）（テレビ放映＝日本テレビ・金曜ロードショー枠1992年）オリヴァー・ストーン監督、チャーリー・シーン、トム・ベレンジャー、ウィレム・デフォー、ジョニー・デップ出演
- 『未来戦士/スレイド』（未/ビデオ）（東芝映像から発売済み）（クレジットなし）シリオ・H・サンティアゴ監督、リチャード・ノートン、ロバート・パトリック出演
- 『ザ・フューチャーハンター』（未/ビデオ）（ベストロン/ポニーから発売済み）（クレジットなし）シリオ・H・サンティアゴ監督、ロバート・パトリック、リチャード・ノートン、リンダ・キャロル、ブルース・リ出演
- 『戦場のニンジャ軍団』（未/ビデオ）（日本コロムビアから発売済み）ウィリー・ミラン監督

1987年
- 『彼女がトカゲに喰われたら』（未/ビデオ）（東芝映像から発売済み）（クレジットなし）シリオ・H・サンティアゴ監督
- 『タフ・コップ/マイアミ・コネクション』（未/ビデオ）（日本コロムビアから発売済み）（クレジットなし）ドミニク・エルモ・スミス監督、ロム・クリストフ（ロマーノ・クリストフ）出演
- 『ザ・コマンダー/死からの脱出』（東芝映像から発売済み）（クレジットなし）ポール・D・ロビンスン（イグナチオ・ドルチェ）監督、クレイグ・アラン、マックス・ラウレル、渡辺ケン出演

1988年
- 『ミッドナイト・コップ/復讐の美学』（未/ビデオ）（RCA/コロンビアから発売済み）ジョー・マリ・アヴェラーナ監督、ブレーク・バーナー、ロナルド・ウィリアム・ローレンス出演
- 『特攻部隊/フルメタル・ソルジャー』（未/ビデオ）（RCA/コロンビアから発売済み）シリオ・H・サンティアゴ監督、アンソニー・フィネッティ出演
- 『デザート・ウォーリアー』（未/ビデオ）（チャンネルコミュニケーションズから発売済み）ジム・ゴールドマン（ジュン・ガラルド）監督、ルー・フェリーニョ出演
- 『ヘル・ミッション/怒りの奪還』（未/ビデオ）（CIC/ビクターから発売済み）ジョン・ライアン・グレース（タータ・エステバン）監督、ジョージ・ニコラス出演
- 『戦場のならず者/ミッション・コンバット』（未/ビデオ）（東映/東北新社から発売済み）アンソニー・マハラジ監督、リチャード・ノートン出演
- 『戦場にかける橋2/クワイ河からの生還』（ヘラルドから発売済み）（テレビ放映＝日本テレビ・金曜ロードショー枠1993年）（クレジットなし）アンドリュウ・Ｖ・マクラグレン監督、エドワード・フォックス、ジョージ・タケイ、ティモシー・ボトムズ、仲代達矢、長森雅人、高橋悦史出演
- 『バイオレント・ゾーン/野獣の標的』（未/ビデオ）（徳間コミュニケーションズから発売済み）ジョン・ガーウッド監督
- 『ナム・エンジェルス』（未/ビデオ）（RCA/コロンビアから発売済み）シリオ・H・サンティアゴ監督、ブラッド・ジョンスン、ヴァーノン・ウェルズ出演

1989年
- 『トライゴン・ファイヤー』（未/ビデオ）（東芝映像から発売済み）ジョン・ロイド（テディー・ページ）監督、サム・ジョーンズ出演
- 『バトル・ドッグ/怒りの標的』（未/ビデオ）（ハミングバード/ビクター音楽産業から発売済み）デーヴィッド・ハント（デーヴィッド・ハン）監督、ジャック・ギルバート、コーウィン・スペリー、アンドレア・ラマッシュ出演
- 『レディ・ウェポン（美人刑事シルク）』（未/ビデオ/テレビ放映＝テレビ東京）（東芝映像から発売済み）シリオ・H・サンティアゴ監督
- 『デモンストーン』（未/ビデオ）（徳間コミュニケーションズから発売済み）アンドリュウ・プロウズ監督、リー・アーメイ、ジャン・マイケル・ヴィンセント出演
- 『地獄の爆走/ブラッド・チェイス』（未/ビデオ）（徳間コミュニケーションズから発売済み）テッド・ジョンスン（テディー・ページ）監督、アンドリュウ・スティーヴンス出演

1990年
- 『ラン・メイ/ベトナムの熱い日（ダーティ・コマンドー/地獄の要塞）』（未/ビデオ/テレビ放映＝テレビ東京・木曜洋画劇場枠1993年）（東芝映像から発売済み、日本コロムビアから再発売済み）シリオ・H・サンティアゴ監督、スティーヴ・カナリー、カール・フランクリン出演
- 『バトル・ギース/地獄の救出指令』（未/ビデオ）（ハミングバード/ビクター音楽産業から発売済み）（クレジットなし）アーヴィン・ジョンスン（テディー・ページ）監督、コーウィン・スペリー出演
- 『デルタフォース2』（テレビ放映＝フジテレビ・ゴールデン洋画劇場枠1994年）（ヘラルド/東芝映像から発売済み）アーロン・ノリス監督、チャック・ノリス、ビリー・ドラゴ出演
- 『クライム・ストッパー』（未ソフト化）（クレジットなし）ロマーノ・クリストフ出演
- 『リーサル・パンサー』（未/ビデオ）（ハミングバード/ビクター音楽産業から発売済み）
- 『未来戦士伝/メタルガン（未来戦士/怒りの対決）』（未/ビデオ/テレビ放映＝テレビ東京・シネマタウン枠1996年）（徳間コミュニケーションズから発売済み）（クレジットなし）シリオ・H・サンティアゴ監督、リチャード・ノートン出演

1991年
- 『ブルドッグ』（テレビ放映＝テレビ東京・午後のロードショー枠1996年）（日本コロムビアから発売済み）（クレジットなし）渡辺ケン監督、ロマーノ・クリストフ、ジェフ・グリフィス、マイケル・ウェルボーン、倉田保昭、小野進也、リチャード・ハリスン、マイク・モンティ出演
- 『デューン・ウォリアーズ/砂漠の勇者たち』（未/ビデオ）（RCA/コロンビアから発売済み）（クレジットなし）シリオ・H・サンティアゴ監督、デーヴィッド・キャラディーン、ルーク・アスキュウ、リチャード・ヒル出演
- 『バトル・ウルフ』（未/ビデオ）（ハミングバード/ビクター音楽産業から発売済み）ジョー・マリ・アヴェラーナ監督、デール・アポロ・クック、モーリス・スミス、ロバート・マリウス出演
- 『フィールド・オブ・ファイヤー』（未/ビデオ）（CIC/ビクターから発売済み）シリオ・H・サンティアゴ監督、デーヴィッド・キャラディーン出演